# Helictotrichon barbatum
Helictotrichon barbatum là một loài thực vật có hoa trong họ Hòa thảo. Loài này được (Nees) Schweick. mô tả khoa học đầu tiên năm 1937.